# معجزه (فیلم ۲۰۰۹)
معجزه (روسی: Чудо) یک فیلم است که در سال ۲۰۰۹ منتشر شد.